# Navès (França)
Navès é uma comuna francesa na região administrativa da Occitânia, no departamento de Tarn. Estende-se por uma área de 9.75 km², e possui 690 habitantes, segundo o censo de 2018, com uma densidade de 71 hab/km².